# Allium flavum subsp. flavum
Allium flavum subsp. flavum, una subespecie de Allium flavum, es una  planta bulbosa del género Allium, perteneciente a la familia de las amarilidáceas, del orden de las Asparagales. Es originaria del sur y centro de Europa hasta el oeste de Turquía.

## Descripción
Allium flavum subsp. flavum es una planta perenne que alcanza un tamaño  de 20-50 cm de altura, con bulbo glabro, ovoide. Tallo cilíndrico, con las hojas lineares, carnosas, de filo romo,  con espata  muy larga y recta, brillante. Las flores hermafroditas de color amarillo dorado se encuentran en umbelas multiflora, con perianto en forma de campana.

## Distribución y hábitat
Se encuentra en lugares arenosos o rocosos de las montañas del sur  de Europa y Asia occidental.
Etimología
Allium: nombre genérico muy antiguo. Las plantas de este género eran conocidos tanto por los romanos como por los griegos. Sin embargo, parece que el término tiene un origen celta y significa "quemar", en referencia al fuerte olor acre de la planta. Uno de los primeros en utilizar este nombre para fines botánicos fue el naturalista francés Joseph Pitton de Tournefort (1656-1708).
flavum: epíteto latino que significa "de color amarillo".

## Taxonomía
Allium flavum fue descrita por Carlos Linneo y publicado en Species Plantarum: 299 (1753).
Sinonimia
- Allium flavum subsp. adriaticum Degen
- Allium flavum var. adriaticum (Degen) Soó
- Allium flavum f. bulbilliferum Priszter
- Allium flavum subsp. valdensium (Reut.) K.Richt.
- Allium flavum var. webbii (Clementi) Nyman
- Allium montanum Rchb.
- Allium nitschmannii Willd. ex Ledeb.
- Allium pallens Rchb.
- Allium paniculatum All.
- Allium pulchellum var. pallens Nyman
- Allium pulchellum var. valdensium (Reut.) Nyman
- Allium ruthenicum Steud.
- Allium valdense Nyman
- Allium valdensium Reut.
- Allium webbii Clementi
- Codonoprasum flexum Rchb.
- Codonoprasum pallens Rchb.[5]